# Lori Chalupny
Lori Christine Chalupny, née le 29 janvier 1984 à Saint-Louis (Missouri), est une joueuse américaine de soccer évoluant au poste de milieu de terrain.

## Biographie
Elle est internationale américaine à 104 reprises de 2001 à 2015. Elle est sacrée championne olympique en 2008, et fait partie du groupe américain terminant troisième de la Coupe du monde en 2007.
À la suite d'une série de blessures, elle n'est plus appelée en sélection de 2009 à novembre 2014. Jill Ellis la rappelle alors et elle fait partie de l'équipe qui remporte la Coupe du monde de football féminin 2015.
Le 17 août 2015, elle annonce qu'elle mettra un terme à sa carrière internationale après la tournée de matchs célébrant la victoire des américaines.